# Свети Димитър (Кешишлък)
„Свети Димитър“ (на гръцки: Ιερός Ναός Αγίου Δημητρίου) е православна църква в сярското село Кешишлък (Неос Скопос), Егейска Македония, Гърция, енорийски храм на Сярската и Нигритска епархия на Вселенската патриаршия.

## История
Църквата е построена в центъра селото в 1930 година. Осветена е в 1950 година от митрополит Константин Серски и Нигритски. В архитектурно отношение е сводеста базилика без купол с две камбанарии на запад. Вътрешността е изписана със стенописи в 1971 година от серския зограф Георгиос Златанис.
Към енорията принадлежат и храмовете „Света Неделя“, „Свети Йоан Предтеча“, „Свети Илия“ и „Свети Лазар“.